# Diethelm Müller-Nilsson
Diethelm Müller-Nilsson (* 20. Oktober 1929 in Ückermünde) ist ein deutscher Pianist und Hochschullehrer.

## Leben  und Wirken
Müller-Nilsson studierte ab 1947 Klavier an der Hochschule für Musik Berlin. 1969 wurde er an der Humboldt-Universität zu Berlin über die Kategorie der motorischen Grundformen im Klavierspiel promoviert. Als Pianist wirkte er in der Kammermusikvereinigung der Deutschen Staatsoper, war Teil des Klavierduos Annemarie und Diethelm Müller-Nilsson und unternahm zahlreiche Konzertreisen. Er war Mitglied der SED.
An der Hochschule für Musik Hanns Eisler Berlin lehrte Müller-Nilsson ab 1953 als Dozent und wirkte dort ab 1964 als Prorektor für Lehre und Forschung sowie als Dozent für Klavier und Klaviermethodik. 1973 wurde ihm der Professorentitel verliehen.
Von 1980 bis 1990 war er Rektor der Hochschule für Musik Franz Liszt Weimar als Nachfolger von Hans-Rudolf Jung. In seiner Amtszeit wurde die Hochschule liberalisiert und umfassend reformiert, so wurde zum Beispiel 1990 die Abteilung für Kirchenmusik wiedereröffnet und das Institut für Musikwissenschaft wiedergegründet, nachdem diese Fachbereiche in den 1950er Jahren abgewickelt worden waren.  Auch wurde das Studio für Neue Musik gegründet und Müller-Nilsson setzte sich für ein musikpädagogisch orientiertes Promotionsrecht der Hochschule ein. Im November 1990 trat Müller-Nilsson von seinem Amt als Rektor zurück. Die Weimarer Hochschule ernannte ihn zum Ehrensenator.